# Freedom of the Press Foundation
A Freedom of the Press Foundation (FPF) é uma organização sem fins lucrativos fundada em 2012 para financiar e apoiar a liberdade de expressão e a liberdade de imprensa. Originalmente, a organização organizou campanhas de crowdfunding para organizações jornalísticas independentes, mas agora pretende apoiar a segurança digital de jornalistas e presta serviços de apoio jurídico e legal a jornalistas.
A plataforma SecureDrop da fundação visa possibilitar a comunicação confidencial e segura entre jornalistas e as suas fontes, e é utilizada por mais de 65 organizações de notícias em todo o mundo. A FPF também é responsável pela gestão do US Press Freedom Tracker, uma base de dados sobre violações da liberdade de imprensa nos Estados Unidos.
A direção da organização tem incluído jornalistas e denunciantes proeminentes, tais como Daniel Ellsberg, Laura Poitras, Glenn Greenwald e Xeni Jardin, bem como ativistas, celebridades e cineastas. O denunciante da NSA, Edward Snowden, é diretor da FPF desde 2014  e passou a ser presidente no início de 2016. Jardin deixou a direção em 2016. 